# إريش ريبيك
إريش ريبيك (بالألمانية: Erich Ribbeck) لاعب كرة قدم ألماني سابق من مواليد 13 يونيو 1937 في فوبرتال في ألمانيا، كما سبق له التدريب في كرة قدم فدرّب منتخب ألمانيا لكرة القدم في كأس الأمم الأوروبية لكرة القدم 2000.

## روابط خارجية
- إريش ريبيك على موقع قاعدة بيانات كرة القدم.إي يو (الإنجليزية)
- إريش ريبيك على موقع بيانات كرة القدم. دي إي (الألمانية)
- إريش ريبيك على موقع عالم كرة القدم.نت (الإنجليزية)
- إريش ريبيك على موقع أوليمبيديا (الإنجليزية)